# 江漢平原
江漢平原（こうかんへいげん）は中華人民共和国湖北省中部と南部にあり、長江と漢江による堆積作用によって形成される沖積平野である。江漢平原は湖北盆地の西部に位置し、複数の河川が縦横に流れ、300余りの湖が散見し、長江中下流平原の一部となる。洞庭湖平原とひとまとめにして「両湖平原」とも呼ばれる。平均海抜が約27mで、中国で海抜が最も低い平野の一つ。  
江漢平原の西端は宜昌市枝江市、東端は中国中部の中心都市である武漢市、北端は鍾祥市、南に洞庭湖平原につながる。範囲は北緯29°26′～31°37′、東経111°14′～114°36′の間で、面積は約4.6万平方キロメートル。
同平原は主に揚子江プレート江漢断層に属する。地勢は低平で、辺縁部に海抜が約50mの平坦地や100メートル余りの丘を除き、海抜が35m以下の地域が多い。地表に砂や粘土など近世の河川による沖積物や湖による堆積物が多い。年間平均降水量は1100～1300mmで、うち4～7月は全年降水量の70%を占める。
江漢平原にはヨシ、メタセコイアが生え、湖沼群はサカツラガン、コウノトリ、コウライアイサ、アカハジロ、カワウ、カンムリカイツブリ、ハイイロガン、ヒシクイ、マガン、ヘラサギなどの渡り鳥の渡来地で、キバノロ、タウナギ、コイも生息している。江漢平原の東部に位置する洪湖市の洪湖、武漢市蔡甸区の沈湖、仙桃市の沙湖、稲草湖および東荊河一帯はラムサール条約登録地である。